# Тупоу, Таниэла
Таниэла «Тани» Тупоу (англ. Taniela «Tani» Tupou, 13 декабря 1992, Мэрисвилл) — американский футболист, дефенсив тэкл. Известен по выступлениям за команды НФЛ «Сиэтл Сихокс» и «Атланта Фэлконс». 

## Карьера
Тупоу окончил старшую школу имени архиепископа Томаса Мёрфи в Эверетте в 2010 году. По итогам последнего сезона в школьной команде он был включён в символические сборные штата по версиям The Seattle Times и Associated Press. В том же году сыграл за сборную США возрастной категории до 19 лет. После окончания школы Тани поступил в Вашингтонский университет, с 2012 по 2014 год провёл за «Вашингтон Хаскис» 33 игры в чемпионате NCAA.
В мае 2016 года после участия в тренировочном лагере он подписал контракт с Сиэтл Сихокс, перейдя в линию нападения на позицию фуллбека. В сентябре 2016 года Тупоу дебютировал в НФЛ в игре с «Майами Долфинс», отыграв десять снэпов. Спустя несколько дней клуб выставил его на драфт отказов.
В мае 2017 года Тани прошёл просмотр и подписал контракт с «Атлантой». В начале сезона он был переведён клубом в тренировочный состав. В октябре сыграл один матч в регулярном чемпионате НФЛ.
11 апреля 2018 года Фэлконс отчислили Тупоу из-за травмы, полученной вне расположения команды. В августе он подписал контракт с «Аризоной», которой требовались игроки в линию защиты для замены травмированных. В начале сентября «Кардиналс» выставили его на драфт отказов чтобы освободить место для квотербека Тревора Найта.
В начале 2019 года играл за «Сан-Диего Флит» из Альянса американского футбола, провёл 8 матчей до банкротства лиги. «Сиэтл Дрэгонс» выбрал его в седьмом раунде драфта новой лиги XFL.